# أحمد بن يحيى المرتضى
المهدي أحمد بن يحيى المرتضى '(ولد في 1373 - توفي في 1436) إمام الدولة الزيدية في اليمن من 1391 إلى 1436 أو 1392.
أحمد من الجيل الثاني عشر من سلالة الإمام الزيدي الداعي يوسف بن يحيى. تلقى تعليم جيد جدا وكان كاتب غزير الإنتاج في مختلف المواضيع. في عام 1391 توفي الإمام الناصر صلاح الدين بن المهدي وترك ذرية صغيرة السن. القاضي الدواري تولى مؤقتا إدارة الدولة الزيدية باسم أبناء الناصر. ومع ذلك اجتمع العلماء الزيديين في مسجد جمال الدين في صنعاء وقرروا تعيين أحمد بن يحيى إمام تحت اسم المهدي أحمد. لم يتم قبول هذه الخطوة من قبل الدواني الذي عين على الفور نجل الإمام المتوفى المنصور علي بن صلاح الدين. انسحب المهدي أحمد وأتباعه من صنعاء إلى بيت بوس ولمدة سنة تقاتل الإمامان من أجل الانفراد بالإمامة. في 1392 تم القبض على المهدي أحمد من قبل قوات المنصور علي وسجن. عام 1399 هرب الإمام السابق بمساعدة حراس السجن المتعاطفين. عاش حياة خاصة حتى وفاته بالطاعون في 1436. في حين أنه كان يفتقر إلى المهارات الإدارية أو العسكرية اللازمة للإمامة فإن المهدي أحمد ترك قدرا كبيرا من الكتب في الدوغماتية والمنطق والشعر والنحو والقانون. على سبيل المثال قام بتأليف الموسوعة الفقهية الدينية بحر الأزهار.

## التنافس على الإمامة
المهدي أحمد نشأ وترعرع في صنعاء. بعد وفاة الناصر صلاح الدين المفاجئة في 1391 ظهر ما لا يقل عن أربعة من مدعي الإمامة وفي مقدمتهم المهدي أحمد بن يحيى الذي في نهاية الأمر آلت الإمامة إليه بدعم من علماء وسكان صنعاء. مدعي بالإمامة آخر يدعى الهادي علي حصل على بعض الدعم في الأجزاء الشمالية من الأراضي الزيدية في ما بين 1393 و1432. بسبب الاضطرابات كان المهدي أحمد يضطر للسفر إلى بؤر التوتر في كثير من الأحيان. كان عليه أن يكافح كفاحا شاقا لكسب السيطرة على صعدة المركز التقليدي للسلطة الزيدي في الشمال. أجبر أفراد المذهب الإسماعيلي على الخروج من ذي مرمر وهي قلعة تقع إلى الشرق من صنعاء. في التأريخ الزيدي احتفل بالإمام باعتباره مجدد المذهب الزيدي. عدوانيته لم تنتقص من سمعته لدى أتباع المذهب الزيدي. وكان حكم المهدي أحمد غير مهدد في صنعاء ولكن في 1395 أقال قاضي المدينة الذي كان يتواصل مع الدولة الرسولية في الجنوب. بعد ذلك بعامين أرسل بعثة دبلوماسية للسلطان الرسولي الأشرف إسماعيل في زبيد وقد اهداه العديد من الهدايا عبارة عن خمس أحجار كريمة خمس من الخيول من السلالات الجيدة.
هو المهدي لدين الله، أحمد بن يحيى المرتضى بن أحمد بن المرتضى بن المفضل بن منصور بن المفضل بن عبد الله بن علي بن القاسم بن يحيى بن الناصر أحمد بن الهادي إلى الحق يحيى بن الحسين. ولد في ذمار، باليمن، جنوبي صنعاء، سنة 763 هـ / 1362م. وتوفي ببلدة الظفير في جبل حجة غربي صنعاء، ودفن هناك، سنة 840 هـ / 1437م.

## نشأته
قبل أن يبلغ الخامسة توفي والده، فاحتضنته أخته الدهماء (ت 827 هـ / 1424م)، وكانت مبرزة في العلوم الشرعية، ولها شرح على أهم كتب ابن المرتضى: عيون الأزهار في فقه الأئمة الأطهار، ومؤلفات أخرى في الفقه، والأصول، والكلام.
أخذ العلم عن علماء اليمن في عصره، ومنهم: أخوه الهادي بن يحيى، وخاله علي بن محمد بن علي، والقاضي محمد بن يحيى المزحجي - الذي أخذ عنه المنطق وأصول الفقه - والقاضي علي بن أبي الخير - الذي أخذ عنه أصول المعتزلة - وعلي بن صلاح، وابن النساج، والإمام الزيدي الناصر صلاح الدين.. وغيرهم من العلماء. ويعد ابن المرتضى أحد أبرز فقهاء المذهب الزيدي في تاريخ اليمن، ولا زال الناس يرجعون إلى كتبه إلى يومنا هذا في الفقه وفي الاعتزال.

## ولايته
ابن المرتضى هو أحد أئمة الدولة الزيدية في اليمن، إذ تولاها لمدة عام، فبعد وفاة الإمام الناصر صلاح الدين (739 هـ / 1338م - 793 هـ / 1391م) اختلف الناس فيمن يبايعون له بالإمامة، فاختار العلماء ابن المرتضى فبايعوه بالإمامة سنة (793 هـ / 1391م).. بينما اختار الوزراء للإمامة المنصور علي بن صلاح الدين - ابن الإمام السابق -.

## سجنه
و استمر النزاع بين الفريقين عاماً كاملاً، وفي سنة 794 هـ تغلب المنصور علي بن صلاح الدين على المهدي لدين الله أحمد ابن يحيى المرتضى، فعزله، وأودعه سجن قصر صنعاء، فظل سجيناً لأربع سنوات حتى تشفع فيه نفر من العلماء، منهم الهادي ابن إبراهيم الوزير، الذي كتب إلى المنصور قصيدة يتحدث فيها عن فضل ابن المرتضى، وتتشفع له، قال فيها:
فقلت له فداك أبي وأمي // تلطف بالقرابة والرحامة
فإن السيد المهدي منكم // بمنزلة تحق له الفخامة
فأفرج عنه، ليعكف ابن المرتضى بعدها على التصنيف، والتأليف، والتدريس، بقية عمره..

## مؤلفاته
ألف ابن المرتضى خلال سنوات سجنه كتابه الفقهي الشهير: عيون الأزهار في فقه الأئمة الأطهار. وقد وصل عدد مؤلفاته إلى أربعين مؤلفاً - منها ما يقع في عدة مجلدات - صنفها في: الفقه وأصوله، والإعنزال، وعلم الكلام، والمنطق.. مع نصيب للحديث، والنحو، والتاريخ، والزهد.. وأشهر مؤلفاته على الإطلاق كتاب: المنية والأمل المعروف بطبقات المعتزلة.
ومن أشهر مصنفاته ومؤلفاته:
فقد ألف في أُصول الدين:
- نكت الفرائد في معرفة الملك الواحد
- القلائد وشرحها الدرر الفرائد
- الملل وشرحها الأمنية والأمل
- رياضة الأفهام في لطيف الكلام
- دامغ الأوهام شرح رياضة الأفهام

وألف في أُصول الفقه:
- كتاب الفصول في معاني جوهرة الأصول
- معيار العقول وشرحه منهاج الوصول

وفي الفقه:
- الأزهار
- الغيث المدرار شرح الأزهار في أربعة مجلدات
- البحر الزخار شرح الأزهار في مجلدين

وفي علم النحو:
- الكوكب الزاهر شرح مقدمة طاهر
- الشافية شرح الكافية
- المكلل بفرائد معاني المفصل
- تاج علوم الأدب في قانون كلام العرب
- أكليل التاج وجوهرة الوهاج

وفي الحديث:
- الأنوار في الآثار الناصة على مسائل الأزهار في مجلد لطيف
- القمر النوار في الرد على المرخصين في الملاهي والمزمار

وفي علم الطريقة:
- تكملة الأحكام

وفي الفرائض:
- كتاب الفائض

وفي المنطق:
- القسطاس

وفي التاريخ:
- الجواهر
- الدرر
- يواقيت السير شرح الدرر

وقد انتفع الناس بمصنفاته لاسيما الفقهية فإنّ عمدة زيدية اليمن في جميع جهاته على الأزهار وشرحه والبحر الزخار.

## طبقات المعتزلة
صنف ابن المرنضى كتاباً في العقائد والفرق أسماه الملل والنحل، ثم شرحه في كتاب المنية والأمل في شرح كتاب الملل والنحل، وعندما طبع أول مرة - في حيدر آباد في الهند عام 1898 - طبع منه الجزء المتعلق بالمعتزلة فصار يعرف ب طبقات المعتزلة.
يميز ابن المرتضى في كتابه بين: الفرق الكفرية، والفرق الكتابية، والفرق الإسلامية.. ويعتبر أن الفرق الإسلامية عددها ست فرق:
1. الشيعة، وفيها: الإمامية، والزيدية، والباطنية، والخوارج، والمعتزلة.
2. المرجئة، وألحق بهم المجبرة.
3. الكلابية.
4. الأشعرية.
5. الكرامية والعامة، وسماهم أهل التقليد.
6. الحشوية، وسماهم أهل الجبر والتشبيه، وألحق بهم: الحنابلة، والظاهرية.

و ينتصر ابن المرتضى في كتابه للمعتزلة، ويذهب إلى أن الاعتزال يرجع إلى الصدر الأول للإسلام، فقد عدّ من الطبقة الأولى للمعتزلة: الخلفاء الأربعة، وعبد الله بن عباس، وعبد الله بن مسعود، وغيرهم.. ومن الطبقة الثانية: الحسن، والحسين، محمد ابن الحنفية، وسعيد بن المسيب، وغيرهم.. ومن الطبقة الثالثة: الحسن بن الحسن، وعبد الله بن الحسن، وأبا هاشم عبد الله بن محمد بن الحنفية - وهو الذي أخذ عنه واصل - ومن الطبقة الرابعة: غيلان الدمشقي، وواصل بن عطاء.. الخ.
و الذي يظهر من كلامه أنه يريد أن يعد معتزلياً كل من ذكر من الصحابة والتابعين قولاً يدل على أن الإنسان حر الإرادة، أو يدل على أنه يرى الحُسن والقبح العقليين، فهو يستدل مثلاً على أن أبا بكر وابن مسعود يريان مذهب الاعتزال بأنهما قالا في المرأة المفوضة في مهرها برأيهما، أي أنهما يقولان بالحسن والقبح العقلييْن ولذا حكما بالرأي.. واستدل على أن ابن عباس من المعتزلة بانه ناظر القائلين بالجبر من الشاميين وألزمهم الحجة.

## عقيدته
كان ابن المرتضى - كسائر الزيدية - قريباً من مذهب الاعتزال، وفي قضية الإمامة كان يتولى - كسائر الزيدية - أبو بكر وعمر، وعثمان بن عفان في السنين الأولى من حكمه، ويرى أفضلية علي على أبي بكر، ولكن يقول بجواز تقديم إمامة المفضول على الأفضل لاعتبارات سياسية وعملية.. ويقول بتأول بعض الصحابة تأويلاً خاطئاً لا يقدح في إسلامهم ولا في فضلهم، وهو يحكم بالخطأ القريب من الفسق على من قاتل علياً في موقعة الجمل، ويقول بفسق معاوية بن أبي سفيان، ولا يكفره.
أما الأصول الخمسة، التيب هي جماع مذهبه، والقريبة جداً من أصول المعتزلة الخمسة، فقد صاغها على النحو التالي:
1. وجود القديم المحدِث بلا معاني (و هذا الأصل يقابل أصل التوحيد عند المعتزلة.
2. المنزلة بين المنزلتين (أحد أصول المعتزلة، ويعني: أن مرنكب الكبيرة في منزلة وسط بين الكفر والإيمان).
3. أن فعل العبد غير مخلوق فيه (و هذا الأصل يقابل أصل العدل عند المعتزلة، ومعناه: أن العبد حر مختار خالق لأفعاله).
4. وجوب الأمر بالمعروف والنهي عن المنكر (أحد أصول المعتزلة الخمسة).
5. تولي الصحابة والاختلاف في عثمان بعد الأحداث، وتفسيق معاوية وعمرو بن العاص.

## السنوات التالية والوفاة
في 1403 تحرك جيشا قبليا من همدان نحو صنعاء. الإمام هاجم بسرعة العدو خارج المدينة. طلب الشيخ إدريس الهمداني عقد اتفاقية سلام ولكن المهدي أحمد رفض الطلب. بدلا من ذلك هاجم أراضي الهمدانية على نطاق واسع حتى طلب شيوخ القبيلة مجددا وقف الأعمال العدائية. تم إبرام اتفاقية السلام في نهاية المطاف على شرط أن يتنازل الهمدانيين عن حصن المنقب والمصنعة. بعد فترة قصيرة عقد المهدي أحمد هدنة مع الرسوليين. قرب نهاية فترة حكمه خاصة بعد 1424 بدأت الدولة الرسولية تنهار بسبب تتالي تعيين السلاطين لفترات قصيرة. عام 1436 اجتاح اليمن مرض الطاعون وكان أحد ضحاياه المهدي علي الذي توفي في صنعاء ودفن في مسجد صلاح الدين الذي شيده والده. تولى ابن الإمام المتوفى المنصور الناصر السلطة ولكن استسلم بعد 28 يوما فقط. بعد ذلك ظهر ما لا يقل عن ثلاثة أئمة متنافسين على الإمامة.